# Bodog
Bodog é uma empresa de entretenimento de 1994 do empresário canadense Calvin Ayre. Inicialmente associada ao jogo online de casino e póquer, atualmente oferece também apostas esportivas, que se expandiu para incluir a produção de música e televisão.
À medida que o Bodog crescia, Calvin Ayre lançou várias propriedades não relacionadas a jogos sob a marca Bodog.
Em 2003, Ayre organizou o BodogConference.com em Las Vegas para handicappers esportivos, no qual Joe Montana, quarterback do Hall da Fama da National Football League, foi um convidado especial. A conferência tornou-se um evento anual, atraindo executivos da indústria do jogo e figuras do mundo dos esportes.